# Pico Jongsong
El pico Jongsong o Jongsong Peak (en nepalí: जोङ्सोङ् हिमाल) es una montaña en la sección Janak del Himalaya. Con una altitud de 7462 m, es el pico 57.º más alto de mundo, sin embargo, es opacado por el 3er pico más alto, el Kangchenjunga, que está a 20 km al sur. La cumbre del Jongsong está en triunión con la India, Nepal, y China.
Desde la primera vez que fue ascendido en 1930 por miembros de una expedición alemana dirigida por Gunther Dyhrenfurth, hasta el primer ascenso al Kamet, el 21 de junio de 1931, el Jongsong fue el pico más alto del mundo en haber sido escalado hasta ese momento. La primera ascensión al pico fue el 3 de junio de 1930, por el alemán Hermann Hoerlin, y el austriaco Erwin Schneider. Otros escaladores dentro de la misma expedición fueron Frank Smythe, Ulrich Wieland, Marcel Kurz, los sherpas Tsering Norbu y Lewa, y el mismo Dyhrenfurth; todos ellos hicieron cumbre cinco días después. Su objetivo real era la primera ascensión al Kangchenjunga, que estaba a 20 km de distancia. Sin embargo, abandonaron el plan y en su lugar hicieron las primeras ascensiones de tres montañas más bajas, incluido el pico Jongsong.
El 30 de septiembre de 2012, un equipo de la sección Kolkata, del Club del Himalaya, con Pradeep Sahoo como líder de escalada, junto a los sherpas Ang Dorji y Phurba, ascendieron la cumbre este del pico Jongsong (nombrado Domo, por Dyhrenfurth) por una nueva ruta por la vía de la arista Este del pico, desde un collado entre el macizo de la montaña y un pico contiguo llamado Dome Kang.
Un día antes, otro equipo de la misma expedición, escaló el Dome Kang (Rajib Mondal y el sherpa Dawa) desde el mismo collado, a lo largo de la cara Este (primer ascenso a través de una nueva ruta / segundo ascenso en general). Se aproximaron a las montañas desde el glaciar de Jongsong, en Sikkim.